# Birendra Nagar
Birendra Nagar – gaun wikas samiti w zachodniej części Nepalu w strefie Bheri w dystrykcie Surkhet. Według nepalskiego spisu powszechnego z 2001 roku liczył on 7139 gospodarstw domowych i 31381 mieszkańców (15491 kobiet i 15890 mężczyzn). W mieście znajduje się port lotniczy Surkhet.